# Лонгинов, Владимир Витальевич
Влади́мир Вита́льевич Ло́нгинов, (31 августа (12 сентября) 1909, Москва — 8 марта 1989, Москва) — известный русский советский географ, океанолог, доктор географических наук 1961, профессор, основатель раздела океанологии — литодинамика океана.

## Биография

Владимир Лонгинов — студент Механического института

В. В. Лонгинов родился в Москве, в старинной дворянской семье. Его дед — действительный статский советник Лонгинов, Виталий Васильевич, корнет гусарского полка в отставке, коннозаводчик. Его отец — Лонгинов, Виталий Витальевич, химик-органик, профессор Московского университета, основатель и первый директор Института чистых химических реактивов (ИРЕА). Его мать — Аделина Игнатьевна Лонгинова (в девичестве — Дальберг), пианистка.
Отец сумел дать Владимиру образование, близкое к классическому, несмотря на революцию и гражданскую войну в России. В 1918 г. В. В. Лонгинов пошёл учиться в рабоче-крестьянскую школу в Москве, владея французским языком и игрой на фортепьяно. В 1926 г. окончил школу и поступил в Московский механический институт им. М.В.Ломоносова. Начал работать инженером Треста «Хладострой» Наркомпищепрома СССР в 1931 году, ещё будучи студентом (родилась дочь). После окончания Института, в 1933 году, Лонгинов работал инженером-исследователем, затем — заведующим Лабораторией авиационных приборов в Институте точной индустрии. В 1937 г. поступил на географический факультет Московского государственного университета имени М. В. Ломоносова, в 1941 окончил его с отличием.
Будучи хорошо физически одарён от природы, Лонгинов много занимается спортом — фигурным катанием, играет в теннис, причём добивается в этом виде спорта значительных успехов, участвует в розыгрыше первенства Москвы. В институте, где он учится, разворачивается кампания травли Лонгинова за «аристократизм и не свойственные пролетарскому студенту привычки», организована борьба комсомольцев с «лонгиновщиной». В этот период окончательно сложился характер В. В. Лонгинова — несколько замкнутый, сдержанный на проявление эмоций, исключительно порядочный, нетерпимый к человеческой подлости, отзывчивый к друзьям и коллегам.
С 1942 по 1945 годы В. В. Лонгинов служил в Красной Армии, командиром миномётной роты на Забайкальском фронте, на границе с Маньчжурией, оккупированной Японией. В своих письмах матери в Москву он пишет, что условия службы тяжёлые, но «…я многому учусь у своих солдат, коренных сибирских мужиков, нелюдимых, суровых, но очень справедливых…». Именно в эти годы, продолжая урывками учёбу в офицерской землянке, Владимир Витальевич обдумывает и обосновывает первые намётки будущего направления в географии и геоморфологии — основы науки, названной им «литодинамика».
В 1944—1945 годы, продолжая службу в армии, В. В. Лонгинов ведёт активную переписку с организаторами будущего Института Океанологии — В.П.Зенковичем и П. П. Ширшововым, планируя в создающемся институте подразделение по изучению береговых процессов.

### Семья. Последние годы жизни. Смерть.
В. В. Лонгинов был трижды женат.
От первого брака с Ариадной Викентьевной Пашуканис, дочери издателя Вик. Вик. Пашуканиса в 1931 году родилась дочь Вероника. Трудности быта в тяжёлые тридцатые, несхожесть характеров и интересов вынудили молодых людей расстаться. От второго брака в 1940 году — с Зоей Алексеевной Талицкой — у Владимира Витальевича в 1947 году родился сын Виталий. В 1950 году Владимир Витальевич овдовел. В Институте океанологии в пятидесятые годы В. В. Лонгинов встретил Анну Николаевну Конову, на которой женился в 1957 году. От третьего брака родился сын Всеволод.
Всю свою жизнь В. В. Лонгинов прожил в Москве, но часто покидал её в 1950-70 гг. для экспедиций на морские побережья Чёрного, Балтийского и Каспийского морей. Последние годы жизни учёный тяжело болел, сказалась «кочевая» жизнь, большие нагрузки. Перенёс несколько операций.
8 марта 1989 года умер от обширного инфаркта. Похоронен на Хованском кладбище в Москве.

## Научная деятельность
Работая в Институте точной индустрии, В. В. Лонгинов серьёзно заинтересовался проблемами навигации и картографии. В 1937 году снимается сословный ценз для поступающих в ВУЗы. В. В. Лонгинов поступает на Географический факультет Московского государственного университета. Здесь, в своей истинной «Alma Mater», В. В. Лонгинов проявил не только большие способности, но и ярко выраженную склонность к исследовательской работе. Он организовал научный кружок по динамической геоморфологии и с единомышленниками проводил экспедиционные работы.
В 1941 году Владимир Витальевич с отличием окончил географический факультет и был направлен на работу в Иркутск, где до февраля 1942 года вёл исследования берегов озера Байкал под руководством выдающегося русского биолога-лимнолога Г. Ю. Верещагина (1889—1944), директора Байкальской лимнологической станции. Уже в этот период В. В. Лонгинов приходит к необходимости понимания сложных физических процессов, происходящих на границе воды и суши, огромному их значению для прогнозирования формирования береговой линии.
В годы Великой Отечественной войны В. В. Лонгинов не теряет контакта с учёными Москвы, постоянно ведёт переписку с коллегами — географами, которые в это время в Москве закладывают основы будущего Института Океанологии. В мае 1945 г., за несколько дней до Великой победы, по запросу АН СССР, его отзывают из действующей армии в Москву.
После демобилизации В. В. Лонгинов поступил в аспирантуру лаборатории океанологии АН СССР (с 1946 года — Института океанологии). В 1946 г. В. В. Лонгинов защитил кандидатскую диссертацию, фактически написанную во время войны, на тему «Некоторые вопросы динамики аккумулятивного берега» , после чего работал начальником Комплексной каспийской экспедиции Института океанологии.
В 1947 году В. В. Лонгинов возглавил исследовательскую экспедицию института по берегам Чёрного моря. Одной из задач Владимира Витальевича в этой экспедиции было найти и выбрать место для экспериментальной станции вновь организованного Института океанологии. Подходящей ему показалась находящаяся близ г. Геленджик бухта Рыбацкая, или Голубая, как она теперь называется. В то время бухта представляла собой сильно изолированное место: к ней не было дорог, на берегу стояла единственная избушка рыбака, и добраться в Голубую можно было только со стороны моря. Экспедиция Лонгинова размещалась на двух баркасах, и на этих баркасах они пришли в Голубую и организовали свой первый лагерь. Владимиру Витальевичу очень понравилось это уединённое место; в первую очередь, тем, что здесь можно было заниматься наукой, не отвлекаясь на посторонние светские дела и контакты с людьми, не имеющими отношения к работе. Так родилась первая Черноморская опытная станция.
С 1947 по 1949 г. В. В. Лонгинов руководит Черноморской экспедицией Института и исполняет обязанности директора экспериментальной опытной станции в Голубой бухте. Несмотря на большую занятость организационной работой по строительству опытной станции, В. В. Лонгинов проводит ряд исследований по динамике пляжа, впервые осуществляет систематические измерения придонных скоростей в области деформации и разрушения волн.
В 1948 году Лонгинов написал рапорт на имя П. П. Ширшова о том, что на базе Черноморской станции необходимо создавать стационарное научное подразделение Института со своим штатом, состоящим из квалифицированных сотрудников. Так и случилось. Для расширения объёма работы по сбору материала для Кадастра берегов Чёрного моря и для разработки методов защиты берегов была образована экспериментальная опытная станция Института океанологии АН СССР в г. Геленджике (ЭОС, затем ЧЭНИС — Черноморская экспериментальная научно-исследовательская станция), ставшая впоследствии, с 1967 г., его Южным отделением. Она была создана 1 января 1949 г. Несколько месяцев директором станции был В. В. Лонгинов, которого сменил знаменитый биолог-генетик профессор Д. А. Сабинин (1889—1951).
За время своей работы на берегах Чёрного моря В. В. Лонгинов составил исключительно подробное описание геоморфологии берегов — от мыса Дооб до мыса Идокопас: были проведены детальные подводные исследования, гранулометрические и батиметрические съёмки, очень подробный анализ потоков наносов и прогноз состояния и развития этих берегов без вмешательства человека. Статья, написанная в 1948 г., представляет интерес и в наши дни, более того, столь подробного описания этого региона больше не появилось в нашей литературе.
Многолетний цикл натурных наблюдений, экспериментов и аналитических исследований гидродинамики и динамики наносов в береговой зоне В. В. Лонгинов завершил защитой в 1961 г. докторской диссертации на тему «Динамика береговой зоны бесприливного моря». В 1963 г. выходит в свет монография В. В. Лонгинова под таким же названием, которая становится подлинной энциклопедией мировых исследований береговых процессов. Владея, кроме русского, французским, английским, немецким и итальянским языками, В. В. Лонгинов смог критически обобщить огромный, накопленный за два столетия во всем мире экспериментальный и теоретический материал. Впервые прибрежная зона определяется им как область трансформации и рассеивания механической энергии прибрежных вод в процессе их взаимодействия с твёрдым веществом литосферы. Лонгинов формулирует задачу раздела физической географии, изучающего данные проблемы, как изучение процессов механического движения вещества в пределах прибрежной зоны.
В результате В. В. Лонгинов выделяет динамику прибрежной зоны как самостоятельную дисциплину физической географии, изучающую процессы в их динамическом, а не историческом развитии, в течение длительного периода времени при изменяющемся среднем уровне моря («учение о развитии морских берегов»). Массовое перемещение наносов, как считает В. В. Лонгинов, следует изучать непосредственно в природных условиях, так же, как и динамику рельефа прибрежной зоны. Он утверждает:
«Лабораторный эксперимент полезен и результативен при изучении деталей и частностей процесса, который в целом достоверно изучается только в натурных условиях»
В конце 1960 г. по ходатайству Министерства морского флота СССР решением Президиума Академии наук СССР В. В. Лонгинов был откомандирован в Институт СоюзморНИИпроект для организации систематических исследований по заносимости открытых морских каналов. В стране в это время проектируется и строится ряд крупных морских портов, и проблема заносимости морских путей выходит на первый план.
В СоюзморНИИпроекте Лонгиновым был создан Отдел береговых исследований и техники изысканий, который успешно работал до 1967 г., решив все поставленные на то время задачи. За этот период В. В. Лонгинов опубликовал серию работ по прикладным проблемам динамики береговой зоны, под его редакцией вышел ряд выпусков Трудов СоюзморНИИпроекта .
В 1967 г. В. В. Лонгинов возвращается в Институт океанологии и начинает подготовку второй монографии «Очерки литодинамики океана». В эти годы он обосновывает задачи и методы новой научной дисциплины — литодинамики океана и сочетает научную деятельность с педагогической. В 1966—1968 г. В. В. Лонгинов читал курс лекций по динамике береговой зоны на кафедре геоморфологии географического факультета МГУ.
В тщательно подготовленных «Очерках», увидевших свет в 1973 г., он формулирует основные положения этого раздела океанологии, даёт полную сводку представлений о литодинамике океана и ставит задачи дальнейшего развития исследований. Предмет литодинамики определён как изучение перемещения материала литосферы на её поверхности под действием экзогенных агентов и силы тяжести. Задачи литодинамики можно разделить на общие — геофизические и частные — прикладные или отвечающие интересам других наук о Земле. Литодинамика относится к разделу геофизики, но из-за сложности процессов, их многофакторности, исследования проводятся в рамках или на стыке самых разных дисциплин: литологии, геоморфологии, динамической геологии, океанологии, гидрологии суши и других наук. В. В. Лонгинов разделил задачи литодинамики на инженерные, геологические, геоморфологические, биологические и т. п. Основой литодинамических исследований является изучение физических, прежде всего динамических, процессов в зоне контакта литосферы с гидросферой или атмосферой.
В заключение книги В. В. Лонгинов отметил, что у литодинамики океана нет того резерва, на который опирается множество наук о Земле, когда речь идёт о процессах на суше — материала многолетних наблюдений, хотя бы ещё и не введённых в надёжные закономерности. И вряд ли есть возможность ждать накопления таких наблюдений. Остаётся единственный путь — интенсивное исследование самих процессов, познание их законов и связей с множеством факторов, действующих в океане. Литодинамику океана надо развивать сразу всеми средствами и в кратчайший срок как строгую физическую науку, способную давать количественные прогнозы высокой надёжности, отвечающие серьёзности и ответственности тех задач техники, которые эти прогнозы должны обслуживать.
В своих последующих работах В. В. Лонгинов реализует намеченную программу. Он заведует кабинетом, а затем Лабораторией динамики контактной зоны океана в составе Отдела литодинамики океана Института океанологии. Он много сил вложил в организацию научных исследований, выполнявшихся различными странами по проблемам литодинамики шельфа. Эти международные работы проводились на шельфах Балтийского и Чёрного морей силами коллективов учёных СССР, ГДР, НРБ, ПНР, СРР, Вьетнама, Кубы. Многие работы В. В. Лонгинова переведены и опубликованы на иностранных языках.
В. В. Лонгинов много лет вёл большую научно-организационную работу. С 1951 г. он входил в состав бюро Океанографической комиссии АН СССР, а с 1978 г. — бессменно руководил Рабочей группой «Литодинамика океана» в составе Комиссии по проблемам Мирового океана. Широкую известность принесли ему организованные в рамках этой Комиссии научные конференции и симпозиумы по литодинамике океана.
В. В. Лонгинов вёл большую научно-педагогическую деятельность. За годы работы он создал научную школу. Его ученики, среди которых много крупных учёных, продолжили его дело.

## Переводы иностранных трудов
- Буркар Ж. Рельеф океанов и морей = Bourcart J. Geographie du Fond des Mers. Paris, 1949 / Сокращ пер. с франц. Е. В. Александровой и В. В. Лонгинова; Предисловие и редакция д-ра геогр. наук В. П. Зенковича.. — М.: Издательство иностранной литературы, 1953. — 340 с. (в пер.)